# Fluchthorn (Silvretta)
Fluchthorn (inaczej Piz Fenga) - drugi co do wysokości szczyt w paśmie Silvretta 
przy granicy austriacko-szwajcarskiej.

## Topografia
Fluchthorn posiada trzy wierzchołki, nadające mu charakterystyczny, potrójny kształt. Najniższy jest wierzchołek północny (3309 m n.p.m.); wierzchołek środkowy osiąga 3397 m n.p.m. Najwyższy jest wierzchołek południowy, uznawany za główny (3399 m n.p.m.). Fluchthorn wznosi się ponad położoną na zachód od niego doliną Jamtal oraz położoną na wschód od niego doliną Val Fenga. Wszystkie trzy wierzchołki są graniczne - Dolina Jamtal należy do Austrii, natomiast górna część doliny Val Fenga do Szwajcarii. Szczyt otaczają liczne wysokogórskie lodowce: Vedret da Fenga, Kronen-Ferner, Fluchthorn-Ferner, Larein-Ferner. 

## Wejście
Pierwsze wejście na szczyt miało miejsce w 1862 roku. Dokonali go Jakob Johann Weilenmann oraz Pöll. Wejście od było się tzw. Rynną Weilenmanna. 
Fluchthorn jest dostępny łatwą drogą wspinaczkową o charakterze skalno-lodowym. W bardzo dobrych warunkach szczyt jest osiągalny dla wprawnych turystów wysokogórskich (trudności I+). Punktem wyjścia jest schronisko Heideberger Hütte w dolinie Val Fenga lub schronisko Jamtal Hütte w dolinie Jamtal. Wejście na szczyt zajmuje około 4 h.